# Fabien Farnolle
Fabien Ceddy Farnolle (* 5. Februar 1985 in Bordeaux) ist ein französisch-beninischer ehemaliger Fußballtorhüter.

## Karriere

### Verein
Farnolle spielte für die Nachwuchsabteilung von Girondins Bordeaux und startete hier 2002 seine Profikarriere. Er befand sich als Ersatzkeeper drei Spielzeiten lang im Kader und spielte während dieser Zeit auch für die Reservemannschaft Girondins'. 2005 zog er zum portugiesischen Klub Vitória Setúbal weiter und befand sich hier eine Saison im Mannschaftskader. 2006 kehrte er nach Frankreich zurück und spielte in der Folge der Reihe nach für unterschiedliche Klubs der unteren Ligen. 2009 verpflichtete ihn sein Heimatverein Girondins Bordeaux und behielt ihn eine Saison lang im Kader.
Zur Saison 2010/11 wechselte er zum französischen Zweitligisten Clermont Foot. Bei diesem Verein etablierte er sich im Laufe seiner ersten Saison als Stammtorhüter und behielt diese Position bis zu seinem Abschied zum Sommer 2014. Nachdem er die Rückrunde der Saison 2014/15 für den rumänischen Klub Dinamo Bukarest tätig gewesen war und hier nur in einer Pokalbegegnung eingesetzt worden war, kehrte er zur neuen Saison nach Frankreich zurück und heuerte beim Zweitligisten Le Havre AC an.
Zur Saison 2017/18 wurde Farnolle vom türkische Erstligisten Yeni Malatyaspor verpflichtet. Dort kam er als Nummer zwei hinter Ertaç Özbir auf sieben Einsätze.

### Nationalmannschaft
Farnolle gab 2012 sein Debüt für die Beninische Nationalmannschaft.